# Takeya Mizugaki
Takeya Mizugaki (水垣偉弥?, Mizugaki Takeya; Ibaragi, 16 dicembre 1983) è un lottatore di arti marziali miste giapponese.
Combatte nella divisione dei pesi gallo per la promozione statunitense Ultimate Fighting Championship.
In passato è stato un contendente al titolo WEC.
Per i ranking ufficiali dell'UFC è il contendente numero 6 nella divisione dei pesi gallo.

## Carriera nelle arti marziali miste
Mizugaki iniziò la sua carriera nelle arti marziali miste combattendo in due promozioni giapponesi, Shooto e Cage Force; nei quali divenne rispettivamente, il Rookie dell'anno del 2005 e il vincitore del torneo dei pesi gallo della Cage Force.

### World Extreme Cagefighting
Mizugaki debuttò nella World Extreme Cagefighting il 5 aprile 2009, contro Miguel Torres per il titolo dei pesi gallo. Mizugaki perse l'incontro per decisione unanime e fu il primo a portare Torres fino al quinto round. Successivamente sfidò Jeff Curran, il 2009 a WEC 42, vincendo per decisione unanime.
Il 19 dicembre 2009 a WEC 45, Takeya doveva affrontare Damacio Page; quest'ultimo però subì un infortunio e non poté prendere parte all'incontro. Mizugaki affrontò quindi Scott Jorgensen e perse per decisione unanime.
Il 24 aprile 2010 a WEC 48, affrontò Rani Yahya; Takeya vinse il match per decisione unanime (29-28, 30-27, 29-28).
Mizugaki doveva affrontare l'ex campione dei pesi piuma della WEC Urijah faber, il 18 agosto 2010 a WEC 50. Tuttavia, Faber subì un infortunio e Takeya venne rimosso dalla card.
L'11 novembre 2010 a WEC 52, venne sconfitto da Faber per sottomissione; Mizugaki dimostrò un'ottima difesa ai takedown, anche se successivamente venne colpito ripetutamente al volto e, una volta al tappeto, venne chiuso in una rear-naked choke. Mizugaki rifiutò di cedere e ciò lo portò allo svenimento.

### Ultimate Fighting Championship
Il 28 ottobre 2010 la WEC venne acquistata dalla Ultimate Fighting Championship, e molti lottatori della compagnia vennero trasferiti alla UFC.
Mizugaki doveva affrontare Francisco Rivera il 3 marzo 2011 a UFC Live: Sanchez vs. Kampmann. Tuttavia, rivera subì un infortunio e venne sostituito dal nuovo entrante Reuben Duran. Mizugaki lo sconfisse per decisione non unanime.
Il 2 luglio 2011 a UFC 132, perse il match contro Brian Bowles per decisione unanime.
Il 24 settembre 2011 a UFC 135, affrontò Cole Escovedo. Takeya utilizzò la sua esperienza da pugile per sconfiggere Escovedo, al secondo round per KO Tecnico.
Il 26 febbraio 2012 a UFC 144, sfidò Chris Cariaso. Takeya perse il match in modo controverso per decisione unanime; dopo la sua sconfitta, il presidente della UFC Dana White fu del parere che Takeya avesse invece vinto il match, quindi pagò al lottatore un bonus in denaro per scusarsi dell'accaduto.
Mizugaki doveva affrontare Jeff Hougland, il 1º settembre 2012 a UFC 151. L'evento, però, venne cancellato e il match venne spostato il 10 novembre 2012 a UFC on Fuel TV: Franklin vs. Le. Mizugaki vinse il match per decisione unanime.
Il 3 marzo 2013 a UFC on Fuel TV: Silva vs. Stann, affrontò Bryan Caraway. Vinse il match per decisione non unanime.
Il 28 agosto 2013 a UFC Fight Night: Condit vs. Kampmann 2, affrontò Erik Pérez. Vinse anche questo incontro per decisione non unanime.
Mizugaki affrontò Nam Phan il 7 dicembre 2013 a UFC Fight Night: Hunt vs. Bigfoot. Vinse il match per decisione unanime.
Takeya doveva affrontare T.J. Dillashaw il 24 maggio 2014 a UFC 173. Tuttavia, il 27 marzo, la UFC annunciò che Dillashaw avrebbe affrontato nel main event il campione dei pesi gallo, Renan Barão. Il nuovo avversario di Mizugaki fu quindi Francisco Rivera. Takeya vinse per decisione unanime.
Il 27 settembre 2014 a UFC 178 affrontò l'ex campione UFC e WEC Dominick Cruz, venendo facilmente sconfitto per KO tecnico in un minuto. Ad aprile del 2015 sostituisce l'infortunato Manvel Gamburyan per affrontare Aljamain Sterling. Mizugaki perse l'incontro per sottomissione al terzo round.
A settembre del 2015 torna a combattere in Giappone, dove affronta e sconfigge George Roop per decisione unanime. Mentre il 20 agosto del 2016 dovette affrontare Cody Garbrandt. A soli 48 secondi dall'inizio dell'incontro, Takeya venne colpito in pieno volto da un gancio destro finendo al tappeto, da tale posizione venne finalizzato con il ground and pound.
Il 17 dicembre del 2016 affrontò Eddie Wineland all'evento UFC on Fox: VanZant vs. Waterson. Alla prima ripresa, Mizugaki venne colpito al volto con due pugni ben piazzati, perdendo l'incontro per KO tecnico.

## Titoli e riconoscimenti
- Cage Force
  - Campione Cage Force dei pesi gallo (una volta)

- Shooto
  - Vincitore del torneo Shooto dei pesi gallo del 2005

- World Extreme Cagefighting
  - Fight of the Night (due volte)

## Risultati nelle arti marziali miste
| Risultato | Record  | Avversario         | Metodo                               | Evento                                 | Data              | Round | Tempo | Luogo                     | Note                               |
| --------- | ------- | ------------------ | ------------------------------------ | -------------------------------------- | ----------------- | ----- | ----- | ------------------------- | ---------------------------------- |
| Sconfitta | 23-14-2 | Manel Kape         | KO Tecnico (pugni)                   | Rizin 18                               | 18 Agosto 2019    | 2     | 1:36  | Nagoya, Giappone          |                                    |
| Vittoria  | 23-13-2 | Shoji Maruyama     | Decisione (unanime)                  | DEEP 89 Impact                         | 12 Maggio 2019    | 3     | 5:00  | Tokyo, Giappone           |                                    |
| Vittoria  | 22-13-2 | Pietro Menga       | Decisione (unanime)                  | ACB 87: Nottingham                     | 19 Maggio 2018    | 3     | 5:00  | Nottingham, Inghilterra   |                                    |
| Sconfitta | 21-13-2 | Murad Kalamov      | KO Tecnico (pugni)                   | ACB 80: Tumenov vs. Burrell            | 16 Febbraio 2018  | 3     | 5:00  | Krasnodar, Russia         |                                    |
| Sconfitta | 21-12-2 | Rustam Kerimov     | KO Tecnico (pugni)                   | ACB 71: Yan vs. Mattos                 | 30 Settembre 2017 | 1     | 3:19  | Mosca, Russia             |                                    |
| Sconfitta | 21-11-2 | Eddie Wineland     | KO Tecnico (pugni)                   | UFC on Fox: VanZant vs. Waterson       | 17 dicembre 2016  | 1     | 3:04  | Sacramento, Stati Uniti   |                                    |
| Sconfitta | 21-10-2 | Cody Garbrandt     | KO Tecnico (pugni)                   | UFC 202: Diaz vs. McGregor 2           | 20 agosto 2016    | 1     | 0:48  | Las Vegas, Stati Uniti    |                                    |
| Vittoria  | 21-9-2  | George Roop        | Decisione (unanime)                  | UFC Fight Night: Barnett vs. Nelson    | 27 settembre 2015 | 3     | 5:00  | Saitama, Giappone         |                                    |
| Sconfitta | 20-9-2  | Aljamain Sterling  | Sottomissione (triangolo di braccio) | UFC on Fox: Machida vs. Rockhold       | 18 aprile 2015    | 3     | 2:11  | Newark, Stati Uniti       |                                    |
| Sconfitta | 20-8-2  | Dominick Cruz      | KO Tecnico (pugni)                   | UFC 178: Johnson vs. Cariaso           | 27 settembre 2014 | 1     | 1:01  | Las Vegas, Stati Uniti    |                                    |
| Vittoria  | 20-7-2  | Francisco Rivera   | Decisione (unanime)                  | UFC 173: Barao vs. Dillashaw           | 24 maggio 2014    | 3     | 5:00  | Las Vegas, Stati Uniti    |                                    |
| Vittoria  | 19-7-2  | Nam Phan           | Decisione (unanime)                  | UFC Fight Night: Hunt vs. Bigfoot      | 7 dicembre 2013   | 3     | 5:00  | Brisbane, Australia       |                                    |
| Vittoria  | 18-7-2  | Érik Pérez         | Decisione (non unanime)              | UFC Fight Night: Condit vs. Kampmann 2 | 28 agosto 2013    | 3     | 5:00  | Indianapolis, Stati Uniti |                                    |
| Vittoria  | 17-7-2  | Bryan Caraway      | Decisione (non unanime)              | UFC on Fuel TV: Silva vs. Stann        | 3 marzo 2013      | 3     | 5:00  | Saitama, Giappone         |                                    |
| Vittoria  | 16-7-2  | Jeff Hougland      | Decisione (unanime)                  | UFC on Fuel TV: Franklin vs. Le        | 10 novembre 2012  | 3     | 5:00  | Cotai, Macao              |                                    |
| Sconfitta | 15-7-2  | Chris Cariaso      | Decisione (unanime)                  | UFC 144: Edgar vs. Henderson           | 26 febbraio 2012  | 3     | 5:00  | Saitama, Giappone         |                                    |
| Vittoria  | 15-6-2  | Cole Escovedo      | KO Tecnico (pugni)                   | UFC 135: Jones vs. Rampage             | 24 settembre 2011 | 2     | 4:30  | Denver, Stati Uniti       |                                    |
| Sconfitta | 14-6-2  | Brian Bowles       | Decisione (unanime)                  | UFC 132: Cruz vs. Faber                | 2 luglio 2011     | 3     | 5:00  | Las Vegas, Stati Uniti    |                                    |
| Vittoria  | 14-5-2  | Reuben Duran       | Decisione (non unanime)              | UFC Live: Sanchez vs. Kampmann         | 3 marzo 2011      | 3     | 5:00  | Louisville, Stati Uniti   | Debutto in UFC                     |
| Sconfitta | 13-5-2  | Urijah Faber       | Sottomissione (rear naked choke)     | WEC 52: Faber vs. Mizugaki             | 11 novembre 2010  | 1     | 4:50  | Las Vegas, Stati Uniti    |                                    |
| Vittoria  | 13-4-2  | Rani Yahya         | Decisione (unanime)                  | WEC 48: Aldo vs. Faber                 | 14 aprile 2010    | 3     | 5:00  | Sacramento, Stati Uniti   |                                    |
| Sconfitta | 12-4-2  | Scott Jorgensen    | Decisione (unanime)                  | WEC 45: Cerrone vs. Ratcliff           | 19 dicembre 2009  | 3     | 5:00  | Las Vegas, Stati Uniti    | Fight of the Night                 |
| Vittoria  | 12-3-2  | Jeff Curran        | Decisione (non unanime)              | WEC 42: Torres vs. Bowles              | 9 agosto 2009     | 3     | 5:00  | Las Vegas, Stati Uniti    |                                    |
| Sconfitta | 11-3-2  | Miguel Torres      | Decisione (unanime)                  | WEC 40: Torres vs. Mizugaki            | 5 aprile 2009     | 5     | 5:00  | Chicago, Stati Uniti      | Per il titolo dei Pesi Gallo WEC   |
| Vittoria  | 11-2-2  | Masahiro Oishi     | KO Tecnico (pugni)                   | GCM: Cage Force 9                      | 6 dicembre 2008   | 2     | 0:57  | Tokyo, Giappone           | Vince il titolo dei Pesi Gallo GCM |
| Vittoria  | 10-2-2  | Daisuke Endo       | Sottomissione (rear naked choke)     | GCM: Cage Force 8                      | 27 settembre 2008 | 1     | 4:34  | Tokyo, Giappone           |                                    |
| Vittoria  | 9-2-2   | Daichi Fujiwara    | KO (pugni)                           | GCM: Cage Force 7                      | 22 giugno 2008    | 1     | 2:38  | Tokyo, Giappone           |                                    |
| Vittoria  | 8-2-2   | Seiji Ozuka        | Decisione (unanime)                  | GCM: Cage Force 5                      | 1 dicembre 2007   | 2     | 5:00  | Tokyo, Giappone           |                                    |
| Vittoria  | 7-2-2   | Kentaro Imaizumi   | Decisione (unanime)                  | GCM: Cage Force 4                      | 8 settembre 2007  | 3     | 5:00  | Tokyo, Giappone           |                                    |
| Parità    | 6-2-2   | Masakatsu Ueda     | Parità                               | Shooto: Back To Our Roots 4            | 15 luglio 2007    | 3     | 5:00  | Tokyo, Giappone           |                                    |
| Sconfitta | 6-2-1   | Atsushi Yamamoto   | Decisione (unanime)                  | Shooto: Back To Our Roots 1            | 17 febbraio 2007  | 3     | 5:00  | Yokohama, Giappone        |                                    |
| Sconfitta | 6-1-1   | Kenji Osawa        | KO Tecnico (pugni e ginocchiate)     | Shooto 2006: 11/10 in Korakuen Hall    | 10 novembre 2006  | 2     | 0:59  | Tokyo, Giappone           |                                    |
| Parità    | 6-0-1   | Ryota Matsune      | Parità                               | Shooto 2006: 7/21 in Korakuen Hall     | 21 luglio 2006    | 3     | 5:00  | Tokyo, Giappone           |                                    |
| Vittoria  | 6-0     | Takamaro Watari    | KO Tecnico (pugni)                   | Shooto: The Devilock                   | 12 maggio 2006    | 1     | 3:49  | Tokyo, Giappone           |                                    |
| Vittoria  | 5-0     | Tetsu Suzuki       | Decisione (unanime)                  | Shooto: 12/17 in Shinjuku FACE         | 17 dicembre 2005  | 2     | 5:00  | Tokyo, Giappone           |                                    |
| Vittoria  | 4-0     | Teriyuki Matsumoto | KO (pugni)                           | Shooto 2005: 11/6 in Korakuen Hall     | 6 novembre 2005   | 1     | 0:13  | Tokyo, Giappone           |                                    |
| Vittoria  | 3-0     | Shin Kato          | Decisione (maggioranza)              | Shooto: 9/23 in Kitazawa Town Hall     | 23 settembre 2005 | 2     | 5:00  | Tokyo, Giappone           |                                    |
| Vittoria  | 2-0     | Naoki Yahagi       | Decisione (unanime)                  | Shooto: 9/23 in Kitazawa Town Hall     | 3 giugno 2005     | 2     | 5:00  | Tokyo, Giappone           |                                    |
| Vittoria  | 1-0     | Satoshi Yamashita  | Decisione (unanime)                  | Shooto: 2/6 in Kitazawa Town Hall      | 6 febbraio 2005   | 2     | 5:00  | Tokyo, Giappone           |                                    |